# Phytomyza williamsoni
Phytomyza williamsoni este o specie de muște din genul Phytomyza, familia Agromyzidae, descrisă de Blanchard în anul 1954. Conform Catalogue of Life specia Phytomyza williamsoni nu are subspecii cunoscute.